# Лисименко, Александр Филиппович
Александр Филиппович Лисименко (1922—1979) — участник Великой Отечественной войны с сентября 1941 года, член ВКП(б) с мая 1942 года,  30 апреля 1945 года в 22 часа 40 минут в составе штурмовой группы под командованием капитана В. Н. Макова одним из первых водрузил Красное Знамя над зданием рейхстага в Берлине.

## Биография

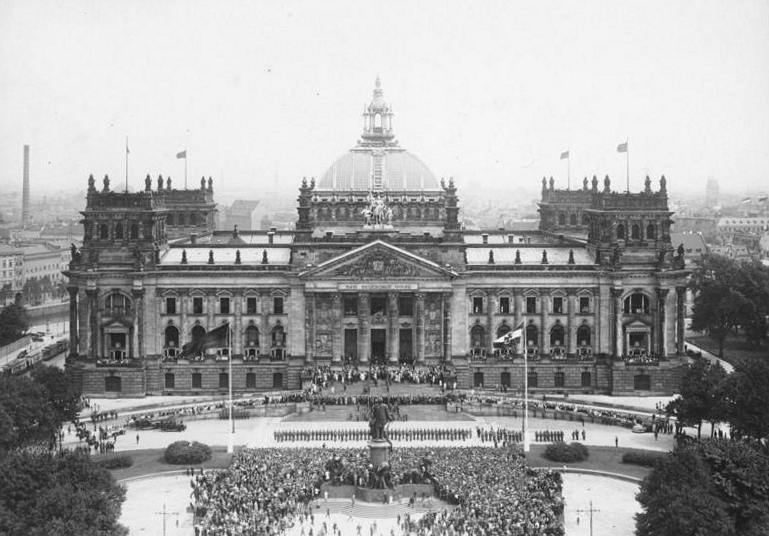
Вид на западный фасад Рейхстага, 1926 г. Над центральным входом видна скульптурная группа «Германия», на которой штурмовая группа Макова в 22:40 30 апреля 1945 года водрузила красный флаг.

Бойцы группы капитана В. Н. Макова. Слева-направо: сержанты М. П. Минин, Г. К. Загитов, А. П. Бобров, А. Ф. Лисименко.

27 апреля 1945 года в составе корпуса были сформированы штурмовые группы добровольцев для захвата рейхстага и установления Красного Знамени. Одну из них в составе 25 человек возглавлял капитан В. Н. Маков. Группа действовала совместно с батальоном капитана С. А. Неустроева. К вечеру 28 апреля войска переправились через Шпрее со стороны района Моабит по мосту Мольтке (ныне — Вилли-Брандт-штрассе) и вышли с северо-западной стороны к рейхстагу.
Вечером 30 апреля А. Ф. Лисименко вместе со старшими сержантами Г. К. Загитовым, А. П. Бобровым и сержантом М. П. Мининым, из группы В. Н. Макова ворвались в здание рейхстага. Не замеченные противником, они нашли запертую дверь и выбили её бревном. Поднявшись на чердак, через слуховое окно пробрались на крышу над западным (парадным) фронтоном здания. Они установили знамя в отверстие короны скульптуры Богини Победы.
М. П. Минин вспоминал:
Впереди бежал Гия Загитов, который предусмотрительно захватил с собой фонарик. Им-то он и освещал путь по полуразрушенной . Все выходящие на неё коридоры мы забрасывали гранатами и прочёсывали автоматными очередями…
Перед самым чердаком я на ходу запасся «древком», сорвав со стены полутораметровую тонкостенную трубку.
Достигнув просторного чердака, мы столкнулись с проблемой: как выбраться на крышу. И снова выручил Г. Загитов, высветив фонариком грузовую лебёдку и две массивные, уходящие куда-то наверх цепи. По звеньям этой цепи через слуховое окно мы выбрались на крышу над западным фронтоном здания. И здесь у еле различимой в темноте башни Загитов и я стали прикреплять Красное знамя. Вдруг на фоне огненного зарева от разорвавшегося на крыше снаряда Лисименко заметил наш дневной ориентир — скульптурную группу: бронзового коня и огромную фигуру женщины в короне. Сразу же решили, что лучше установить знамя там.
Ребята подсадили меня на круп вздрагивающего от разрывов снарядов и мин коня, и я закрепил знамя в короне бронзовой великанши…

Засекли время. Было 22 часа 40 минут по местному времени.
Группа охраняла подступы к Знамени до 5 часов утра 1 мая, после чего по приказанию генерала Перевёрткина покинула Рейхстаг.
Командование 136-й артиллерийской бригады 1 мая 1945 года представило всю группу к высшей правительственной награде — присвоению звания Героя Советского Союза. Однако 18 мая 1945 года они были награждены орденами Красного Знамени.
После войны занимал руководящие посты в объединении нескольких небольших фабрик города Клинцы Брянской области, был выдвинут на партийную работу. Умер от рака.

## Награды
- Орден Красного Знамени (№ 2594 60, приказ I Бел.фр. № 57б/н от 18.05.1945)[10]
- Орден Отечественной войны 2-й степени (№ 457098, приказ КА 3 Уд. Армии № 017/н от 04.05.1945)[11]
- Орден Славы III степени[12]
- Орден Красной Звезды[13]
- Медаль «За боевые заслуги» б\н, Указ ПВС СССР от 05.11.1954

## Статьи
- Алексеев, И. И взвилось знамя над рейхстагом / И. Алексеев, А. Гришмановский // Псковская правда. — 1980. — 4 нояб. — С. 2-3. — Пскович Михаил Петрович Минин, служивший в Идрицкой 150-й ордена Кутузова стрелковой дивизии, был специалистом разведки и опытным парторгом батареи. Он один из первых установил красный флаг над рейхстагом.
- Рахманин, Д. Последние километры войны / Д. Рахманин // Молодой ленинец. — 1984. — 21 июля. — С 4-5. — О Михаиле Петровиче Минине — участнике штурма рейхстага.
- Иванов, А. Псковский знаменосец: Сержант Минин первым водрузил Знамя Победы: Сенсация полвека спустя / А. Иванов // Новости Пскова. — 1995. — 9 мая. — С. 5.
- Кто поднял знамя над рейхстагом: Ошибочное донесение долгие пять десятилетий мешало назвать имена подлинных героев ночного штурма // Псковская правда. — 1995. — 10 июня. — С. 2.
- Клевцов, В. Герой несуществующей державы / В. Клевцов // Вечерний Псков. — 1998. — 3 февр. — С. 1-2. — Пскович М. П. Минин штурмовал рейхстаг. Через 52 года после свершения подвига удостоен звания Героя Советского Союза.
- Морозов, А. Справедливость восторжествовала / А. Морозов // Псковская правда. — 1998. — 8-9 мая. — С. 2.
- Ильин, Б. Время идёт, а подвиги остаются / Б. Ильин // Льновод. — 1998. — 27 нояб. — С. 2. — О Михаиле Петровиче Минине — участнике штурма Берлина.
- Минин, М. Знаменосцы Победы / М. Минин // Льновод. — 1998. — 8 дек. — С. 4-5; 11 дек. — С. 6-7. — Мемуары Минина М. — псковича — участника берлинской операции в 1945 году.
- Илин, Б. Участник штурма рейхстага / Б. Ильин // Льновод. — 2002. — 26 июля. — С. 4. — Очерк о М. П. Минине — участнике Великой Отечественной войны.
- Герасимова, Т. Герои, о которых умолчали / Т. Герасимова // Островские вести. — 2003. — 21 июня. — С. 2. — О встрече молодых воинов частей гарнизона Острова — 3 с Героем Советского Союза Михаилом Петровичем Мининым, который рассказал о своём участии в операции по взятию Рейхстага в 1945 году.
- Абросимов, А. Михаил Минин: «Мы воевали не за награды» / А. Абросимов // Аргументы и факты. — 2004. — Май (№ 18). — С. 2. — (АиФ. -Северо-Запад ; № 18).
- Павлова, Л. К чему ведут перемены? / Л. Павлова // Стерх. — 2005. — 1 июня (#42). — С. 3. — О ходатайстве депутата обл. Собрания П. Николаева о присвоении звания Героев России участникам Великой Отечественной войны, которые под руководством Владимира Макова установили первое знамя на рейхстаге. Среди них живущий в Пскове Михаил Минин.
- Абросимов, А. Последний Герой / А. Абросимов // Панорама. — 2005. — 20 июля. — С. 2. — О жилищных условиях Михаила Петровича Минина — Героя Советского Союза, участника установления Знамени Победы на рейхстага. Фото. Живёт в Палкинском районе.
- Дементьев, О. Стали почётными горожанами / О. Дементьев // Новости Пскова. — 2005. — 26 июля. — С. 3. — О церемонии присвоения звания «Почётный гражданин города Пскова» 23 июля 2005 года. Фото.
- Минин Михаил Петрович // Псковская энциклопедия. 903—2007 / Гл. ред. А. И. Лобачев. — Псков: Псковское региональное общественное учреждение — издательство «Псковская энциклопедия», 2007. — С. 483—484.
- Памяти товарища // Время — псковское. — 2008. — 11 янв. — С. 2. — Скончался Михаил Петрович Минин (29 июля 1922 — 10 янв.2008). Родился в д. Ванино Палкинского района.
- Он водрузил Знамя Победы над Рейхстагом // Псковская правда. — 2008. — 11 янв. — С. 1. — Сообщение о смерти 10 января 2008 года Михаила Петровича Минина.
- Памяти Минина Михаила Петровича // Псковская правда. — 2008. — 12 янв. — С. 1. — 10 января скончался ветеран Великой Отечественной войны Михаил Петрович Минин. Он был одним из первых, кто 30 апреля 1945 водрузил Знамя Победы над Рейхстагом.
- Васильев, С. Михаил Минин — последний знаменосец / С. Васильев // Псковская правда. — 2008. — 15 янв. — С. 1-2. — О похоронах М. П. Минина — одного из первых, установивших Знамя Победы над Рейхстагом .
- Дементьев, О. Почётный гражданин Мира / О. Дементьев // Псковский рубеж. — 2008. — 14-20 янв. — С. 1, 3. — Памяти Михаила Петровича Минина (29.07.1922-10.01.2008) — участника Великой Отечественной войны, водрузившего Знамя Победы над Рейхстагом в Берлине (30.04.1945). Фото.
- Милька, А. Все мы перед ним в долгу… : наш земляк был среди тех, кто первым ворвался в Рейхстаг [Герой Советского Союза Михаил Петрович Минин] / А. Милька // Псковская правда. — 2009. — 13 янв. (№ 2). — С. 2 : фот. — О торжественном митинге, посвящённом годовщине со дня смерти М. П. Минина.
- Псковская область. Псковское областное Собрание депутатов. Созыв (4). Сессия (29). О создании организационного комитета по увековечению памяти Михаила Петровича Минина — Почётного гражданина города Пскова : Постановление [Псковского областного собрания депутатов] от 25.06.2009 № 719 // Псковская правда. — 2009. — 30 июня (№ 123). — С. 9.